# Poule au pot
Il poule au pot (lett. "pollo in pentola") è un piatto tradizionale francese, tipico specialmente nei territori di Gers e Béarn. Si tratta di uno stufato, cotto in casseruola, a base di pollo, brodo e verdure (carote, rape, porri, cipolle, chiodi di garofano ecc.)

## Storia
La democratizzazione del piatto viene attribuita al regnante Enrico IV (1553–1610), che lo rese un piatto nazionale in risposta alle carestie causate dai conflitti tra ugonotti e cattolici. Si dice che, durante un colloquio con il duca di Savoia, il sovrano affermò: «Finché Dio mi darà vita, farò in modo che nessun lavoratore nel mio regno resti senza i mezzi per mangiare un poule au pot». L'autenticità della frase è stata però messa in dubbio, in quanto è menzionata per la prima volta in un volume di Hardouin de Péréfixe che risale soltanto al 1664, oltre cinquant'anni dopo la morte di Enrico IV.
Più tardi, all'alba della rivoluzione francese, si diffuse una strofa, mirata a deridere la politica di austerità dell'epoca, che menziona il piatto:
On peut du moins le presumer;

Car, depuis deux cents ans qu'elle nous est promise;

On n'a cessé de la plumer.»
O così almeno presumiamo;

Perché da duecento anni ci viene promesso;

E mai abbiamo smesso di spennarlo.»